# 856
El 856 (DCCCLVI) fou un any de traspàs començat en dimecres del calendari julià.

## Esdeveniments
- 15 de març: l'emperador Miquel III nomena el seu oncle Bardes regent i cogovernant de facto de l'Imperi Romà d'Orient.[1]